# 建築知識
『建築知識』（けんちくちしき）は、エクスナレッジが発行する日本の建築月刊誌である。

## 概要
1959年創刊。2012年1月号から12月号まで、表紙に建築とは関係のない、漫画やアニメのキャラクターなどを用いて話題になった。